# 艾德私人频道
《艾德私人频道》（英語：EDtv）是一部1999年的美国讽刺喜劇電影，由朗·侯活执导。该片改编自1994年魁北克电影《电波之王路易十九》。由马修·麦康纳、詹娜·埃尔夫曼、伍迪·哈里森、艾倫·狄珍妮、马丁·兰道、羅伯·雷納、莎莉·柯蘭、伊莉莎白·赫莉、克林特·霍华德和丹尼斯·霍珀主演。
这部电影得到了褒贬不一的评价，有人批评它与1998年电影《楚門的世界》相似。与8000万美元的制作预算相比，该影片仅获得了3520万美元的票房收入。